# 马恩扎
马恩扎（義大利語：Maenza），是意大利拉蒂纳省的一个市镇。总面积42.57平方公里，人口3173人，人口密度74.5人/平方公里（2009年）。ISTAT代码为059013。